# Cisy (wieś w powiecie malborskim)
Cisy – wieś w Polsce, położona w województwie pomorskim, w powiecie malborskim, w gminie Malbork na obszarze Wielkich Żuław Malborskich.
W latach 1975–1998 miejscowość administracyjnie należała do województwa elbląskiego.
We wsi rośnie topola o wysokości 21 m, będąca pomnikiem przyrody.